# Arvid Lindoff
Carl August "Arvid" Lindoff född 12 september 1867 i Ljushults socken, död 17 februari 1947 i Värnamo, var en svensk konstnär och Gårdsmålare, s.k. "Gåramålare".
Arvid Lindoff lämnade som ung hemmet och vistades en tid i Oslo, där han skall ha gått i någon målarskola. Han återvände därefter till hemtrakterna där han blev indelt soldat vid rote 904 vid Älvsborgs regemente. Sedan han gift sig tog han avsked och flyttade då till Lysekil där han fick anställning som nattväktare vid polisen. 1895 valde han att lämna den anställningen för att på heltid ägna sig åt måleriet och flyttade med familjen till Grebbestad. När det i början av 1900-talet blev modernt med gåramålningar gick Lindoff över till sådana. Långa tider lämnade han familjen och gav sig ut på vägarna för att söka uppdrag, under sina resor utförde han gåramålningar i Bohuslän, Skåne, Halland, Blekinge, Småland och Närke. 1912 bosatte sig Lindoff med sin familj i Bolmsö, och efter några år där flyttade familjen till Värnamo. Här slog han sig 1923 ned som fastboende sedan han varit med och utfört dekorationsmålning till utställningen i Göteborg. Han ägnade sig främst åt att måla skyltar och utföra dekorationsmålningar i entréer. Han utförde även teaterdekorationer till de lokala revyerna i Värnamo.
Lindoff finns representerad på Hallands konstmuseum  och Helsingborgs museum
Lindhoff var en av de gåramålare som arbetade i trakten runt Örkelljunga. Lindoffs tavlor äger inte så obetydliga konstnärliga kvaliteter. Han är tekniskt skicklig, kan sin perspektivlära samt har känsla för detaljåtergivning och färgernas valörer. 
Lindoff var en av de få gåramålare som sökte sin kundkrets både bland bönderna och inne i tätorterna.
Han målade av sockenkyrkan – det gjorde nästan samtliga gåramålare – men också andra byggnader av mer allmän karaktär, t.ex. skolor, gästgiverier, butiker och industrier. 

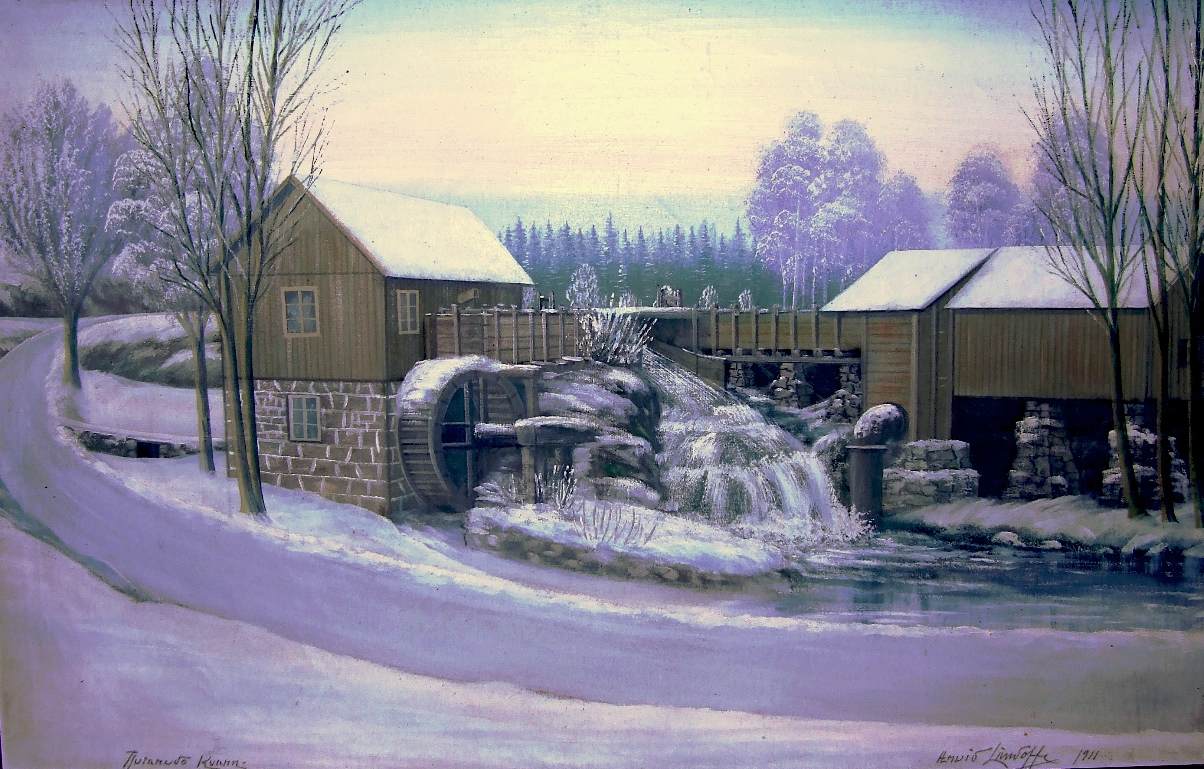
Tjutaryds kvarn 1911 Arvid Lindoff

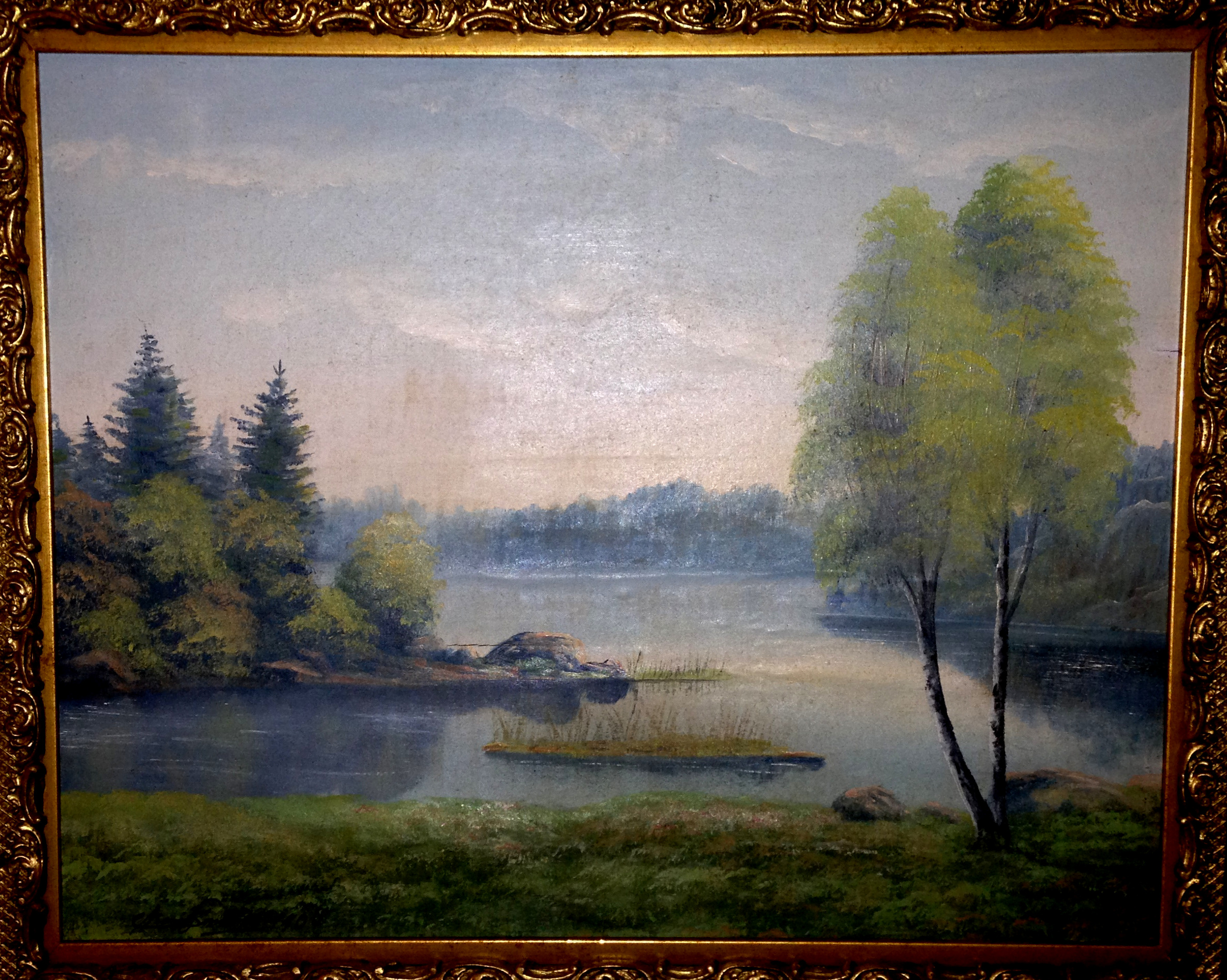
Målning av Arvid Lindoff